# Stara Kiszewa (gemeente)
De gemeente Stara Kiszewa is een landgemeente in powiat Kościerski
De gemeente bestaat uit 20 administratieve plaatsen solectwo: Bartoszylas, Chwarzenko, Chwarzno, Czerniki, Foshuta, Góra, Górne Maliki, Kobyle, Konarzyny, Lipy, Nowe Polaszki, Nowy Bukowiec, Olpuch, Pałubin, Stara Kiszewa, Stare Polaszki, Stary Bukowiec, Wilcze Błota Kościerskie, Wygonin, Zamek Kiszewski.
De zetel van de gemeente is in Stara Kiszewa.
De gemeente grenst aan Kościerzyna, Liniewo, Skarszewy, Zblewo, Kaliska, Karsin.
Op 30 juni 2004 telde de gemeente 6229 inwoners.

## Oppervlakte gegevens
In 2002 bedroeg de totale oppervlakte van gemeente Stara Kiszewa 213,1 km2, waarvan:
- agrarisch gebied: 47%
- bossen: 41%

De gemeente beslaat 18,28% van de totale oppervlakte van de powiat.

## Demografie
Stand op 30 juni 2004:
| Omschrijving                   | Totaal | Totaal | Vrouwen | Vrouwen | Mannen | Mannen |
| ------------------------------ | ------ | ------ | ------- | ------- | ------ | ------ |
| eenheid                        | aantal | %      | aantal  | %       | aantal | %      |
| inwoners                       | 6229   | 100    | 3047    | 48,9    | 3182   | 51,1   |
| bevolkingsdichtheid (inw./km2) | 29,2   | 29,2   | 14,3    | 14,3    | 14,9   | 14,9   |

In 2002 bedroeg het gemiddelde inkomen per inwoner 1535,37 zł.